# لقمان سلیم
لقمان سلیم (زادهٔ ۱۹۶۲ - درگذشتهٔ ۲۰۲۱) ناشر و کنشگر سیاسی/اجتماعی اهل لبنان بود. او همچنین یک مفسر سرشناس بین‌المللی در زمینه سیاست لبنان و خاورمیانه بود. سلیم در ۴ فوریه ۲۰۲۱ در اتومبیلی در جنوب لبنان به ضرب گلوله کشته شد.
لقمان سلیم در سال ۱۹۸۲ و در بحبوحهٔ جنگ لبنان به دانشگاه سوربن پاریس رفت اما پس از دو سال تحصیل در رشتهٔ فلسفه، دانشگاه را رها کرد و به کار نوشتن روی آورد. او در سال ۱۹۹۰ انتشارات دارالجدید را تأسیس کرد. سلیم علاوه بر نشر کتاب، به همراه همسر آلمانی‌اش یک سازمان غیرانتفاعی به نام «اُمَم» را مدیریت می‌کرد که کار آن تاریخ‌نگاری به‌ویژه تحقیق دربارهٔ مفقودشدگان جنگ داخلی لبنان (۱۹۷۵ تا ۱۹۹۰) بود. ساخت دو مستند با موضوع کشتار صبرا و شتیلا و لبنانی‌های محبوس در زندان‌های سوریه از دیگر کارهای مشترک سلیم و همسرش بود.

## دیدگاه‌ها
سلیم که از شیعیان لبنان بود پیوسته از گروه حزب‌الله لبنان انتقاد می‌کرد و این انتقادها باعث می‌شدند رسانه‌های مرتبط با این گروه مرتب به او حمله کنند. او به آنچه که «تاکتیک‌های رعب و وحشت حزب‌الله» می‌دانست معترض بود و آن‌ها را به عدم تحمل عقاید سیاسی دیگر متهم می‌کرد. در سال ۲۰۱۹ حسن نصرالله با اشاره به تماس‌های سلیم با دیپلمات‌های خارجی او را «شیعهٔ سفارتخانه‌ها» توصیف کرده بود.

## قتل
در شامگاه ۳ فوریه ۲۰۲۱ خانوادهٔ سلیم خبر دادند او که برای ملاقات با یک دوست به جنوب لبنان رفته بوده ناپدید شده‌است. یک‌روز بعد آژانس خبری لبنان اعلام کرد که جسد او در خودرویی کرایه‌ای و در مکانی بین دو شهر تفاحتا و العدوسیه در حالی پیدا شده که آثار شلیک ۴ گلوله به سَر و یک گلوله به پشتش روی آن وجود دارد. او یکی از برجسته‌ترین روشنفکرانی است که از زمان ترور سمیر قصیر در سال ۲۰۰۵ در لبنان به قتل رسیده‌است.
در دسامبر ۲۰۱۹ و در جریان اعتراضات لبنان، نیروهای وفادار به حزب‌الله و جنبش امل، روی دیوارهای خانهٔ سلیم در بیروت پیام‌هایی نوشتند که در آن‌ها او را خائن خطاب کرده بودند و هشدار داده بودند که «زمانش
خواهد رسید». پس از آن اتفاق سلیم گفته بود که اگر اتفاقی برای او یا هر کدام از اعضای خانوده‌اش بیفتد، حسن نصرالله و نبیه بری (رهبران حزب‌الله و امل) مقصر آن هستند.
پس از انتشار خبر قتل سلیم، وزیر کشور لبنان و حزب مُستَقبل (وابسته به سعد حریری) در بیانیه‌هایی جداگانه این اتفاق را محکوم کردند و میشل عون (رئیس‌جمهور لبنان) از دادستان عمومی خواست تا تحقیقات فوری در مورد قتل انجام دهد. ساعاتی پس از آن اتفاق جواد نصرالله (پسر حسن نصرالله) در توییتر نوشت: «آنچه برای دیگران خسارت است، در حقیقت برای برخی دیگر سود و لطف غیرمنتظره است». او پس از پاک کردن تویتش مدعی شد اشاره‌اش در آن تویت به سلیم نبوده‌است.